# Oghamsteine von Rathduff
Die Oghamsteine von Rathduff, (irisch An Ráth Dubh, „das schwarze Ráth“) befinden sich auf dem Friedhof der mittelalterlichen Kirche von Ballinvoher (Baile an Bhóthair) nordöstlich von Annascaul, auf der Dingle-Halbinsel im County Kerry in Irland.
Die beiden Oghamsteine sind hinter älteren Grabbauten versteckt. Der eine ist ein Kreuzstein mit Oghaminschrift. Er ist 0,94 m hoch und 0,27 m breit. Die Oghaminschrift hat einige Schäden erlitten, aber man liest S (I) D (A) N (I) MAQQ (I) DALA. Die Westseite trägt ein Kreuz in einem Kreis mit einem Schaft, der sich unter und über dem Kreis fortsetzt und andere Kreuze aufweist.
Der zweite Stein liegt hingestreckt auf der Westseite eines anderen Grabbaus. Der rechteckige Sandstein ist 1,3 m lang, 0,33 m breit und 0,12 m dick. Es gibt zwei Deutungen für die Beschriftung: LLONNOCC MAQQ (...) und
SONNOCC MAQQ (...), wobei Maqq für Sohn (des) steht.
Der Ost-West orientierte Menhir (englisch Standing stone) von Rathduff steht auf einem Grat, des sich westwärts erstreckenden Flemingstown mountain auf einer Weide, etwa 500 m nordöstlich der Oghamsteine. Der spitze, wahrscheinlich abgebrochene Stein ist etwa 3,25 m hoch, 1,0 m breit und an der Basis 0,7 m dick. Der Boden um die Basis ist vom Vieh abgetragen, aber die intakten Verkeilsteine reichen, um ihn aufrecht zu halten.